# Marienvorstadt
Die Marienvorstadt ist ein Stadtteil in der engeren Innenstadt Nürnbergs und der Name des statistischen Bezirks 02.

## Geographie
Der Stadtteil liegt östlich der Altstadt und reicht im Westen bis kurz vor die Stadtmauer, im Norden an die Pegnitz und im Osten bis zum Wörhder Talübergang. Im Süden gehören die Bahngleise noch zur Marienvorstadt, jedoch nicht der Hauptbahnhof.

## Geschichte
1857 erwarb die Stadt auf Betreiben des Zweiten Bürgermeisters Christoph von Seiler den Scherleinsgarten; 1860 kam der Flaschenhof hinzu. Diese bildeten den Kern der ersten planmäßigen Stadterweiterung Nürnbergs. Das 1859 nach Plänen von Bernhard Solger errichtete Marientor ermöglichte den direkten Zugang zur Sebalder Innenstadt. Die neue Vorstadt wurde nach der Gattin des bayerischen Königs Maximilian II. benannt. Die Erstbebauung erfolgte nach Plänen von Bernhard Solger und fand ihren Abschluss nach dem Verkauf des letzten Bauplatzes im Jahre 1886. Der Stadtteil war als vornehmeres Viertel konzipiert, so entstand eine offene Bauweise mit Vorgärten und Grünflächen und dem Charakter einer Gartenstadt.
Bei Luftangriffen auf Nürnberg im Zweiten Weltkrieg wurde die Marienvorstadt fast vollständig zerstört. Nur wenige Gebäude konnten beim Wiederaufbau wiederhergestellt werden, das Viertel wurde als Geschäftsviertel wieder aufgebaut, wobei der ursprüngliche Charakter verlorenging.